# Lukács-kormány

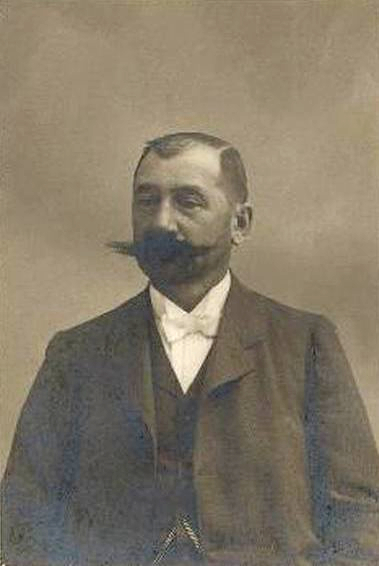
Lukács László

A Lukács-kormány 1912. április 22-én alakult Lukács László vezetésével. Lukács rövid ideig tartó miniszterelnöksége idején zaklatott légkör uralkodott: ekkor történt Tisza István elnöklete alatt a képviselőházi obstrukció kíméletlen elfojtása, a véderőtörvény erőszakos megszavazása majd az ezt követő Tisza elleni (első) merényletkísérlet, valamint a „vérvörös csütörtök”.
Désy Zoltán függetlenségi párti képviselő Lukács Lászlót nem sokkal korábban „Európa legnagyobb panamistájának” nevezte, mivel pénzügyminisztersége (1910-1912) idején állami üzletek után mintegy 4 millió koronát vett fel a Magyar Banktól, amit az 1910. évi képviselőválasztások költségeinek fedezésére befizetett a Nemzeti Munkapárt kasszájába. Mivel a Désy ellen indított rágalmazási pert elvesztette, kormányával együtt 1913. június 10-én lemondott.

## A kormány tagjai
| Név                                                                   | hivatal kezdete                                                       | hivatal vége                                                          | párt                                                                  | megjegyzés                                                            |
| Miniszterelnök, belügyminiszter és a király személye körüli miniszter | Miniszterelnök, belügyminiszter és a király személye körüli miniszter | Miniszterelnök, belügyminiszter és a király személye körüli miniszter | Miniszterelnök, belügyminiszter és a király személye körüli miniszter | Miniszterelnök, belügyminiszter és a király személye körüli miniszter |
| --------------------------------------------------------------------- | --------------------------------------------------------------------- | --------------------------------------------------------------------- | --------------------------------------------------------------------- | --------------------------------------------------------------------- |
| Lukács László                                                         | 1912. április 22.                                                     | 1913. június 10.                                                      | Nemzeti Munkapárt                                                     |                                                                       |
| Pénzügyminiszter                                                      |                                                                       |                                                                       |                                                                       |                                                                       |
| Teleszky János                                                        | 1912. április 22.                                                     | 1913. június 10.                                                      | Nemzeti Munkapárt                                                     |                                                                       |
| Igazságügy-miniszter                                                  |                                                                       |                                                                       |                                                                       |                                                                       |
| Székely Ferenc                                                        | 1912. április 22.                                                     | 1913. január 4.                                                       | Nemzeti Munkapárt                                                     |                                                                       |
| Balogh Jenő                                                           | 1913. január 4.                                                       | 1913. június 10.                                                      | Nemzeti Munkapárt                                                     |                                                                       |
| Honvédelmi miniszter                                                  |                                                                       |                                                                       |                                                                       |                                                                       |
| Hazai Samu                                                            | 1912. április 22.                                                     | 1913. június 10.                                                      | Nemzeti Munkapárt                                                     |                                                                       |
| Vallás- és közoktatásügyi miniszter                                   |                                                                       |                                                                       |                                                                       |                                                                       |
| Zichy János                                                           | 1912. április 22.                                                     | 1913. február 26.                                                     | Nemzeti Munkapárt                                                     |                                                                       |
| Jankovich Béla                                                        | 1913. február 26.                                                     | 1913. június 10.                                                      | Nemzeti Munkapárt                                                     |                                                                       |
| Földmívelésügyi miniszter                                             |                                                                       |                                                                       |                                                                       |                                                                       |
| Serényi Béla                                                          | 1912. április 22.                                                     | 1913. június 10.                                                      | Nemzeti Munkapárt                                                     |                                                                       |
| Kereskedelemügyi miniszter                                            |                                                                       |                                                                       |                                                                       |                                                                       |
| Beöthy László                                                         | 1912. április 22.                                                     | 1913. június 10.                                                      | Nemzeti Munkapárt                                                     |                                                                       |
| Horvát-szlavón-dalmát tárca nélküli miniszter                         |                                                                       |                                                                       |                                                                       |                                                                       |
| Josipovich Géza                                                       | 1912. április 22.                                                     | 1913. június 10.                                                      | Horvát Unionista Párt                                                 |                                                                       |